# W (serial de televiziune)
W este un film serial sud coreean din anul 2016 produs de postul MBC.

## Distribuție
- Lee Jong-suk - Kang Chul
- Han Hyo-joo - Oh Yeon-joo